# Yosemite Mountain Sugar Pine Railroad
Yosemite Mountain Sugar Pine Railroad (YMSPRR) — историческая железная дорога в США, в национальном лесу Сьерра, округ Марипоса, Калифорния. Дороги имеет ширину колеи 3 фута или 914 мм, имеется два работающих паровоза.
Дорога расположена в горной местности, недалеко от южного входа в национальный парк Йосемити. Её название можно буквально перевести как «Йосемитская горная железная дорога Sugar Pine». Sugar Pine — американское простонародное название сосны Ламберта.

## История
Руди Стауффер организовал YMSPRR в 1961 году, использовав путь и подвижной состав деревообрабатывающей компании, он проложил линию вдоль исторического маршрута деревообрабатывающей компании Madera Sugar Pine Lumber Company. У West Side Lumber Company (Туалэми, Калифорния) был приобретён паровоз системы Шея производства Lima Locomotive Works за номером 10, этот паровоз был построен в 1928 году.
После ухода Руди Стауффера на пенсию его сменил сын, Макс Стауффер в качестве владельца и оператора этой дороги. В 1985 году, у West Side Lumber Company, был приобретён ещё один паровоз системы Шея за номером 15. Оба паровоза работают в течение тёплого сезона, а в межсезонье гостей дороги обслуживает Форд А на железнодорожном ходу, у которого имеется 10 мест для пассажиров.
Компания Madera Sugar Pine Lumber Company, по маршруту лесовозной узкоколейки которой проложена YMSPRR, была основана в 1874 году в Окхерст на территории нынешнего округа Мадера. Компания когда-то имела большой лесопильный завод к югу от YMSPRR. На дороге с протяжённостью путей и лесовозных усов в 230 км было 7 локомотивов и 100 вагонов. Затем дорога перегружала лес и дальнейшая транспортировка до города Мадера на расстояние 87 км осуществлялась по жёлобу, самотёком, фактически это был лесосплав. Компания осуществляла сплошную рубку деревьев и почти свела леса на нет.
Отсутствие деревьев пригодных для рубки и великая депрессия вынудили компанию закрыться в 1931 году. К настоящему моменту, более чем за 80 лет вырос новый густой лес, о старом напоминают лишь отдельные пни.

## Подвижной состав

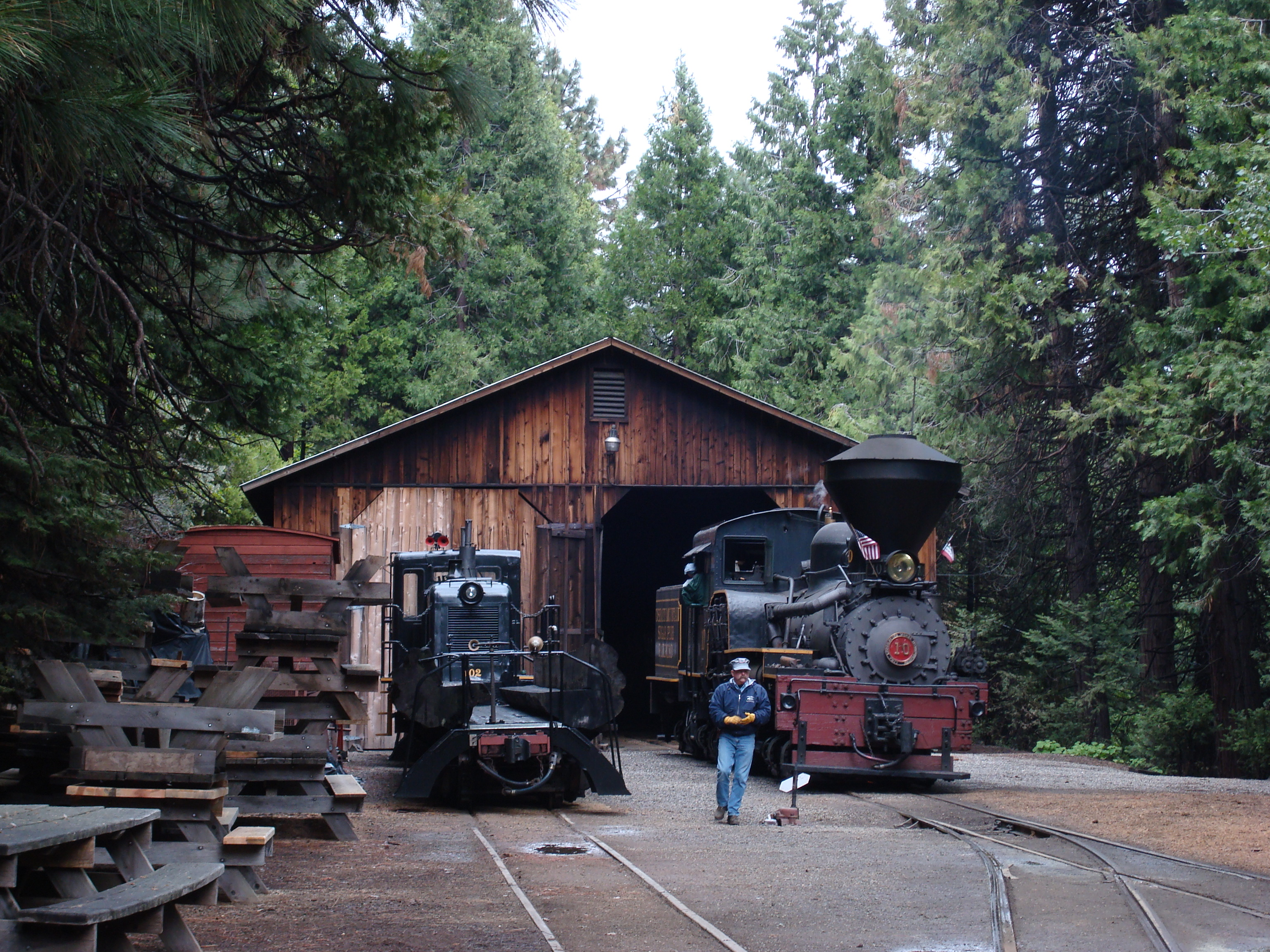
Депо и часть подвижного состава YMSPRR

- Паровоз системы Шея № 10 для трёхфутовой колеи. Построен заводом Lima Locomotive Works (Лима, Огайо) для Pickering Lumber Company 2 марта 1928 года. В 1934 году приобретён West Side Lumber Company. Имеет баки вмещающие 4500 литров нефти и 12900 литров воды. По общему мнению это наиболее крупный паровоз системы Шея из когда-либо построенных.
- Паровоз системы Шея № 15 для трёхфутовой колеи. Построен заводом Lima для Norman P. Livermore & Company (Сан-Франциско), первоначально имел номер 9, постройка окончена 20 мая 1913 года. Вскоре был перепродан Sierra Nevada Wood & Lumber Co. Имеет баки вмещающие 3800 литров нефти и 7600 литров воды. В 1917 году был приобретён Hobart Estate Co. В 1938 году паровоз покупает Hyman-Michaels Co. из Сан-Франциско и меняет ему номер на 15. Спустя год паровоз приобретает West Side Lumber Company. В 1960-е West Side Lumber Company закрывается и паровоз для эксплуатации с туристическими поездами приобретает West Side & Cherry Valley. Кроме того, паровоз успел постоять в статической экспозиции музея в Туалэми, пока его не приобрела в 1988 году YMSPRR.
- «Форд А» на железнодорожном ходу. Поставлены на железнодорожный ход в West Side Lumber Company.
- Тепловоз № 402 для трёхфутовой колеи, центральная кабина и два капота. YMSPRR не использует его в регулярном движении.
- Тепловоз № 5 для трёхфутовой колеи. Двухосный маневровый локомотив построен в 1935 году, в настоящее время находится в нерабочем состоянии.

Кроме локомотивов присутствует некоторое количество лесовозных платформ на которых размещены скамьи для перевозимых экскурсантов. Платформы открыты, что позволяет фотографам найти удачный ракурс в любую сторону прямо во время движения.